# Сокільська сільська рада (Кам'янець-Подільський район)
Со́кільська сільська́ ра́да — адміністративно-територіальна одиниця та орган місцевого самоврядування в Кам'янець-Подільському районі Хмельницької області. Адміністративний центр — село Сокіл.

## Загальні відомості
Сокільська сільська рада утворена в 1920 році.
- Територія ради: 32,747 км²
- Населення ради: 1 000 осіб (станом на 2001 рік)
- Територією ради протікає річка Дністер

## Населені пункти
Сільській раді підпорядковані населені пункти:
- с. Сокіл
- с. Каветчина
- с. Межигір
- с. Слобідка-Малиновецька

## Склад ради
Рада складається з 12 депутатів та голови.
- Голова ради: Рощук Тамара Петрівна
- Секретар ради: Лалак Оксана Олександрівна

### Керівний склад попередніх скликань
| Прізвище, ім'я, по батькові | Основні відомості                                                         | Дата обрання | Дата звільнення |
| --------------------------- | ------------------------------------------------------------------------- | ------------ | --------------- |
| Бешлей Інна Василівна       | Сільський голова, 1973 року народження, освіта вища, позапартійна         | 26.03.2006   | 31.10.2010      |
| Бешлей Інна Василівна       | Сільський голова, 1973 року народження, освіта вища, член Партії регіонів | 31.10.2010   |                 |

Примітка: таблиця складена за даними сайту Верховної Ради України

### Депутати
За результатами місцевих виборів 2010 року депутатами ради стали:

#### За суб'єктами висування
| Суб'єкт висування | Кількість обраних депутатів | %    |
| ----------------- | --------------------------- | ---- |
| Самовисування     | 10                          | 83,3 |
| Народна партія    | 2                           | 16,7 |

#### За округами
| № округу       | Прізвище, ім'я, по батькові       | Дата визнання обраним | Освіта             | Партійна приналежність | Відомості про обраного депутата                                      |
| -------------- | --------------------------------- | --------------------- | ------------------ | ---------------------- | -------------------------------------------------------------------- |
| Народна Партія |                                   |                       |                    |                        |                                                                      |
| 4              | Пижик Марія Миколаївна            | 02.11.2010            | вища               | позапартійна           | Філія «Мрія» ТОВ СП «Нібулон», головний бухгалтер                    |
| 7              | Завалецька Оксана Володимирівна   | 02.11.2010            | середня спеціальна | позапартійна           | Філія «Мрія» ТОВ СП «Нібулон», бухгалтер                             |
| Самовисування  |                                   |                       |                    |                        |                                                                      |
| 1              | Кордончук Юлія Миколаївна         | 02.11.2010            | вища               | позапартійна           | Сокільська загальноосвітня школа І-ІІІ ст., вчитель української мови |
| 2              | Сіркізюк Людмила Василівна        | 02.11.2010            | середня спеціальна | позапартійна           | Будинок культури с. Сокіл, бібліотекар                               |
| 3              | Лалак Оксана Олександрівна        | 02.11.2010            | вища               | позапартійна           | Сокільська сільська рада, секретар                                   |
| 5              | Юрчик Дарія Михайлівна            | 02.11.2010            | вища               | позапартійна           | Сокільська загальноосвітня школа І-ІІІ ст., директор школи           |
| 6              | Петрань Надія Дмитрівна           | 02.11.2010            | вища               | позапартійна           | Сокільська загальноосвітня школа І-ІІІ ст., вчитель математики       |
| 8              | Ісарчук Ніна Михайлівна           | 02.11.2010            | середня спеціальна | позапартійна           | пенсіонер                                                            |
| 9              | Чорнопищук Анатолій Васильович    | 02.11.2010            | середня спеціальна | позапартійний          | Філія «Мрія» ТОВ СП «Нібулон», механізатор                           |
| 10             | Берцулевич Валентина Валентинівна | 02.11.2010            | середня спеціальна | позапартійна           | Сокільська сільська рада, паспортист                                 |
| 11             | Побута Олександр Анатолійович     | 02.11.2010            | середня спеціальна | позапартійний          | Філія «Мрія» ТОВ СП «Нібулон», тракторист                            |
| 12             | Берцулевич Петро Семенович        | 02.11.2010            | вища               | позапартійний          | пенсіонер                                                            |